# مؤسسة برمجيات أباتشي
مؤسسة برمجيات أباتشي (بالإنجليزية: Apache Software Foundation وتختصر إلى ASF) هي شركة غير هادفة للربح لدعم مشاريع برمجيات أباتشي، بما فيهم خادم الوب أباتشي. من بين أهداف مؤسسة برمجيات أباتشي هي تقديم حماية قانونية للمتطوعين الذين يعملون في مشاريع أباتشي، ولمنع استخدام اسم أباتشي من قبل منظمات أخرى بدون إذن.

## تاريخ
يرتبط تاريخ مؤسسة برمجيات أباتشي بخادم خادم إتش تي تي بي أباتشي (Apache HTTP) ، وقد بدأ التطوير في فبراير 1993. وبدأت مجموعة من ثمانية مطورين العمل على تحسين البرنامج عفريت لـ NCSA HTTPd. أصبحوا يعرفون باسم مجموعة أباتشي. في 25 مارس 1999 ، تم تشكيل مؤسسة برمجيات أباتشي. تم عقد الاجتماع الرسمي الأول لمؤسسة برمجيات أباتشي في 13 أبريل 1999. يتألف الأعضاء الأوليون لمؤسسة برمجيات أباتشي من مجموعة اباتشي: بريان بيليندورف، وكان كوار، وميغل غونزالس، ومارك كوكس، ولارس إلبرشت، ورالف  إنجلشال، وروي فيلدينغ، ودين جودت، وبين هايد، وجيم جغيلسكي، واليكساي كوسوت، مارتن كريمر، بن لوري، دوج ماكيكيرن، آرام مير زاده، سمير باريخ، كليف سكولنيك، مارك سليمكو، ويليام (بيل) ستودارد، بول ساتون، راندي تيربوش وديرك-ويليم فان جوليك. بعد سلسلة من الاجتماعات الإضافية لانتخاب أعضاء مجلس الإدارة وحل المسائل القانونية الأخرى المتعلقة بالتأسيس، تم تحديد تاريخ التأسيس الفعلي لمؤسسة برمجيات أباتشي في 1 يونيو 1999.
تنص المؤسسة على أنه تم اختيار اسم «أباتشي» «من احترام لأمة أباتشي الأمريكية الأصلية، المعروفة بمهاراتها الفائقة في إستراتيجية الحرب وقدرتها على التحمل التي لا تنضب».

## وصلات خارجية
- الموقع الرسمي